# Хосе Хоакін Прієто
Хосе Хоакін Пріето Ваал (ісп. José Joaquín Prieto; 20 серпня 1786, Консепсьйон — 22 листопада 1854, Сантьяго) — чилійський військово-політичний діяч. У 1831—1841 роках два терміни займав посаду президента Чилі. Хосе Хоакін Прієто мав іспанське та баскське походження.
Пріето був одним із п'яти синів креольського офіцера з Консепсьйона. Після закінчення школи він приєднався до кавалерійського гарнізону у своєму рідному місті. 1810 року вступив у боротьбу за незалежність Чилі проти батьківської волі. Він познайомився з Мануелою Варнес Гарсіа де Зюніга в Буенос-Айресі і одружився з нею в 1812 році. Під час війни за чилійську незалежність він служив капітаном. У суперечці між Бернардо О'Гіґґінсом та Хосе Міґелем Каррерою він став на бік О'Гіґґінса, який згодом зробив його генерал-полковником південної армії.
Після поразки в битві при Ранкагуа, у якої він не брав участі, Прієто емігрував до Мендоси в Аргентині разом з більшістю лідерів чилійських патріотів для створення Андської армії. Після перемоги чилійців у битві при Чакубуко в 1817 році, в якій він також не брав участі, він був призначений командуючим Сантьяго, де він займався оборонною стратегією та військовими справами. Потім він звернув свою увагу на Перу, щоб підтримати її боротьбу за незалежність.
Його військові досягнення — особливо на півдні країни — заслужили повагу консервативно-централістських кіл, що спонукало його почати політичну кар'єру. Він зробив це в 1823 році. В цьому році він був обраний в чилійський палату депутатів і призначений на посаду державної ради. У цьому положенні він виступав за сильну та впливову центральну владу і боровся з амбіціями федералістів щодо незалежності регіоналів. У 1828 році він був обраний віцепрезидентом Чилі.